# 황봉알
봉알(본명: 황원식, 1970년 5월 7일 ~ )은 대한민국의 연예인이다.

## 활약
1991년 연극배우 첫 데뷔하였고 4년 후 1995년 SBS 4기 공채 코미디언으로 정식 데뷔하였다. 《김구라 황봉알의 시사대담》 등 다양한 인터넷 방송에서 욕철학 강의를 비롯해 다양하고 맛깔스러운 욕설로 인기를 끌었다. 당시 세상의 온갖 사건과 사고에 대해서 혼이 실린 걸쭉한 욕은 지금도 많은 사람들에게 회자되고 있다. 방송계에서 언제나 뒷북 성대모사로 주목받지 못했지만 대한민국에서 최초로 안성기 성대모사를 시작했다.
한편, IMF 때문에 방송활동이 뜸해지자 연극무대로 진출을 했는데 인터넷 방송을 같이 진행했던 김구라가 성공적으로 지상파에 진출한 이후 그 역시 지상파에 진출하기 위해서 예명을 바꾸었다. 마침내 2009년 KBS《스타골든벨》에 출연하는 기회를 잡았으나 자신의 재능을 제대로 발휘하지 못한 채 두 달만에 하차하게 된다. 라디오에서는 수년간 KFN《황봉의 가요세상》등을 맡아, 특유의 시원한 입담을 자랑하였다.
그는 서울 은평구 증산동에서 '늘밝은 안경마트'를 운영하고 있으며, 표영호와 동업으로 마포에 차린 닭발집은 수년 전 30개월 연속 적자를 보며 결국 실패하였다.
최근까지 TBS의 프로축구 K-리그 정보 프로그램인 《황금축구화》진행과 채널A 《웰컴 투 돈월드》에 출연하기도 하였으며, 대학로에서 《봉알전》이라는 성인연극을 제작하여 올리기도 하였다.
2015년 9년만에 김구라와 다시 손을 잡고, 온라인 예능 컨텐츠인 구라덕숀 《욕스맨》편에 출연하였다.

## 사건

### 왼쪽 눈 실명
황봉알은 초등학교 시절 왼쪽 눈을 실명했다고 2004년 자신이 진행하는 프로그램에서 고백을 했다. 어렸을 때 호기심이 많아서 할머니가 눈에 안약을 넣는 모습을 보고 자연수업시간에 선생님 몰래 황산구리(CuSO4)용액을 왼쪽 눈에 넣었다고 했다. 그로부터 6개월 후 병원에서 왼쪽 눈의 시력을 잃었다는 진단을 받았다고 고백했다. 하지만 '늘밝은 안경마트'의 CM에서는 요오드 용액을 넣었다고 되어 있다.
김구라와의 방송중에 부당사유로 군대 면제인 사람을 비판 하다가 김구라가 황봉알한테 "군대 갔다 왔어요?" 하니 황봉알이 "면젭니다." 하고는 "근데 그 건 어쩔 수 없잖아! 한 쪽 눈이 안 보이는데! 총을 못 쏘는데!" 그런 적도 있다.

### 렉스턴 도난사건
그가 태어날 때부터 은평구 응암동의 13평 단칸방에 살던 황봉알은 그간 모은 돈으로 1,000만원에 구입한 대우 마티즈를 타고 다니다 사고가 난 후 3,300만원으로 구입한 쌍용 렉스턴을 15일만에 도난당했다고 한다. 그 내용은《김구라 황봉알의 시사대담》24화에서 했던 말을 보면 알 수 있다.
33년을 살아온 응암동, 항상 좋은 동네라 생각했습니다.
하지만 저는 어제 비로소 제일 X같은 동네라고 느꼈습니다.
다른 X같은 XX의 차도 아닌 욕을 잘하는 이 황봉알
3년 동안 마티즈 몰고 다니다가,
남 등쳐서 한것도 아니고
내 몸 버려가면서 2백 벌고,
1년 주식 말아먹다가 대로 터져서 XX 천만원 번 돈,
3년 적금 부어서 2천만원 생긴 돈
합쳐서 3천 3백.
그거를 몰빵해서 산 렉스턴을 보름 탄 XX는 나 밖에 없을꺼야.
이를 X같은 동네를 믿고 33년을 살아온 저, X같습니다.

### 대순진리회 기부 사건
1993년 대순진리회에 수백만원을 선뜻 기부한 사건이다. 제사를 지낸다는 친구의 조언을 얻어 황봉알씨는 1차로 80만원을 선뜻 기부를 한것에 이어, 대순진리회에서 경전공부를 해보는 것이 좋지 않겠냐는 주변사람들의 조언을 듣고 2차로 580만원(추정치)을 잇달아 대순진리회에 선뜻 돈을 기부하고 했으나 불가피한 개인사정으로 인해 대순진리회를 나오게 되었다. 본인의 말로는 현재 찜질방을 운영하는 친구의 도움을 받아
대순진리회에 들어오게 되었다고 한다.

### 로봇찌빠
황봉이 데뷔 초에 맡은 방송배역은 공중파에서 이문세가 MC를 맡아 진행하는 음악프로그램에 VJ로 섭외되었는데, 본인은 처음엔 중간중간 프로그램을 진행하는 정식VJ인 줄로만 알았다고 한다. 그러나 방송국에 들어서자마자 깡통로봇인형을 쓰면서 프로그램 중간에 "삐리삐리~ 다음순서는...~입니다. 삐리삐리~"와 같은 다소 굴욕적인 방송배역이었다. 배우 박상원은 그 모습을 보자마자 인터뷰를 거절하고 도망갔다고 항간에 알려져있는 반면, 당시 절정의 인기를 구가하던 김희선은 본인을 매우 친절하게 대해주었다고 회고한 바 있다.

### 원숭이탈 사건
로봇찌빠 사건 이후 얼마 되지 않아, 황봉은 지인의 소개로《신바람 교실》이라는 프로그램에 출연하게 된다. 그 프로그램에서 그가 맡은 배역은 험상궂은 원숭이 탈을 쓰고 원숭이 울음소리를 내는 배역이었는데, SBS 5기 후배보다 다소 굴욕스러운 배역을 배정 받았다고 느낀 황봉알은 작가에게 출연 포기 의사를 정중하게 표했다고 한다. 일개 연예인이 자신의 역할 배정 지시에 따르지 않았다고 생각하여 이에 앙심을 품은 작가의 모함으로 인해 예능교양국으로 불려간 황봉알은 방송을 펑크낸 것도 모자라서 작가에게 욕설까지 했다는 누명을 쓴 이후 황봉알은 어떤 방송 제의도 받지 못했다고 회고했다.

### 낙태금 지원
그가 연극단원인 시절에 청주에서 올라온 한 여자 후배와 좋은 사이로 지내고 있었는데, 그녀가 연극단을 나간후에는 연락이 끊겼다. 그러던 어느날 그녀는 황봉알에게 전화를 걸어 만날 것을 요청했고, 그는 한 카페에서 그녀와 재회한다. 그 이유는 그녀가 다른 남자와 동거중에 임신을 했는데 낙태를 해야한다는 것이었다. 그런데 80만원이 필요한데 구할 곳이 없어서 그에게 도움을 요청했고, 그녀에게 80만원을 지원하였으나 이후 연락히 완전 두절되고 말았다. 이를 인터넷 방송에서 회고하면서 그때 그녀는 분명 유흥비를 목적으로 자신에게 돈을 타간 것일 거라 하였다. 이에 김구라는 수술비가 80만원이나 될리가 없음을 왜 생각치 못했냐며 황봉알을 집중해서 질타하였다.

### 연예인 지망생 사건
2006년 9월 케이블 채널 XTM《최양락의 엑스레이》에 출연해 '대한민국, 성형만이 살길이다?'라는 주제로 토론을 벌이는 중에 황봉알이 성형을 24번한 연예인 지망생에게 "24번 성형할 정도면 붓기 빠지고 쉬는 시간 등 시간이 많이 들어갔을 텐데 그 시간 동안 춤 실력이나 연기력 같은 실력을 쌓지 그랬냐"고 말하자, 이에 그 지망생은 "그럼 황봉알 씨는 그 나이 되도록 왜 안 떴어요?"라고 말하였다. 정작 당사자인 그는 방송의 일부분일 뿐이라고 별거 아니라며 가볍게 넘어갔다고 한다.

## 예명변천사
황봉알 → 황원식(본명) → 황봉 → 황봉아 → 황봉알 → 황봉아 → 황봉알(케이블용), 황봉아(지상파용)→ 황봉